# 越後大島站
越後大島站（日语：／ Echigo-Ōshimaeki */?）是位於新潟縣岩船郡關川村大字土澤，東日本旅客鐵道（JR東日本）的米坂線車站。

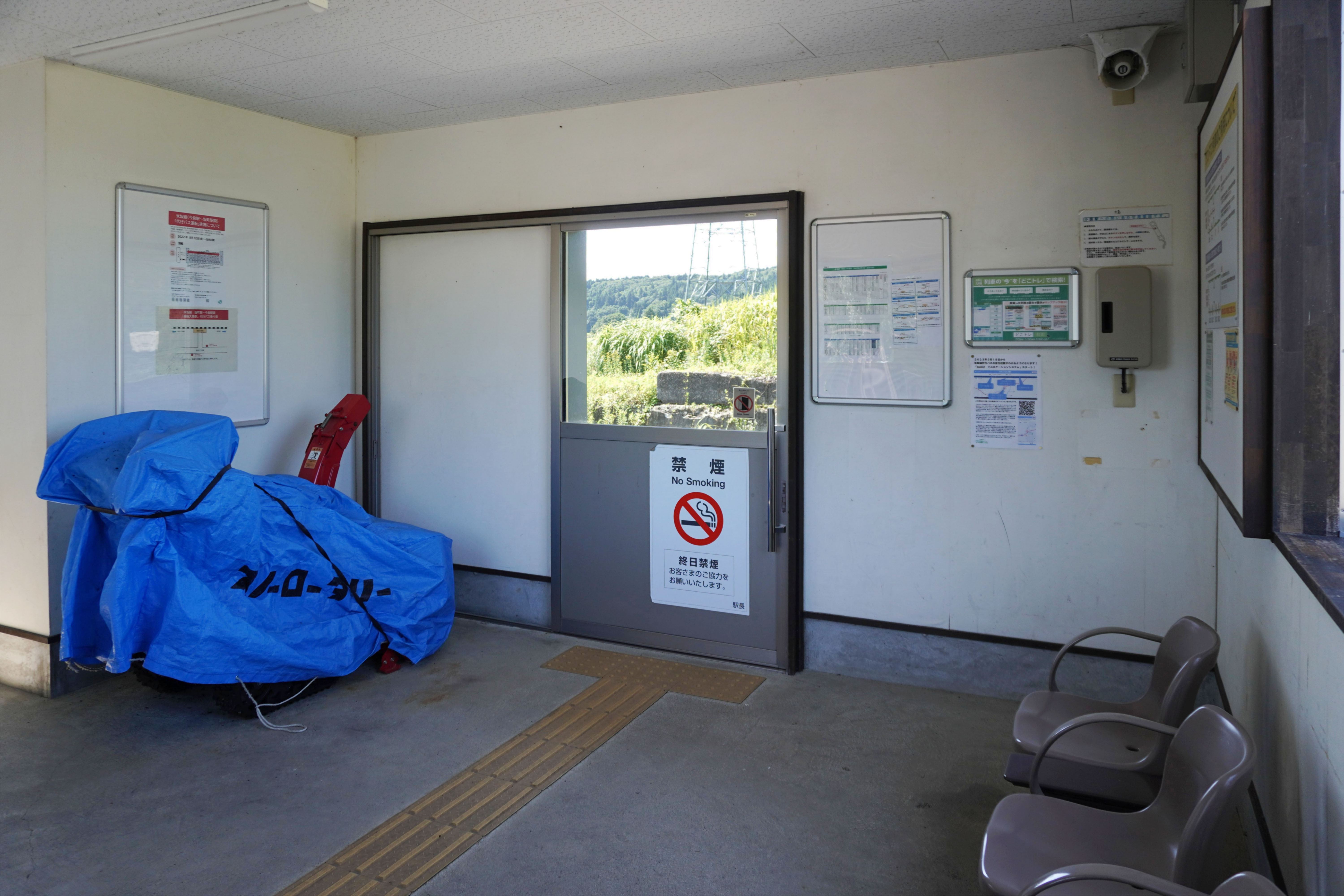
候車室内（2023年7月）

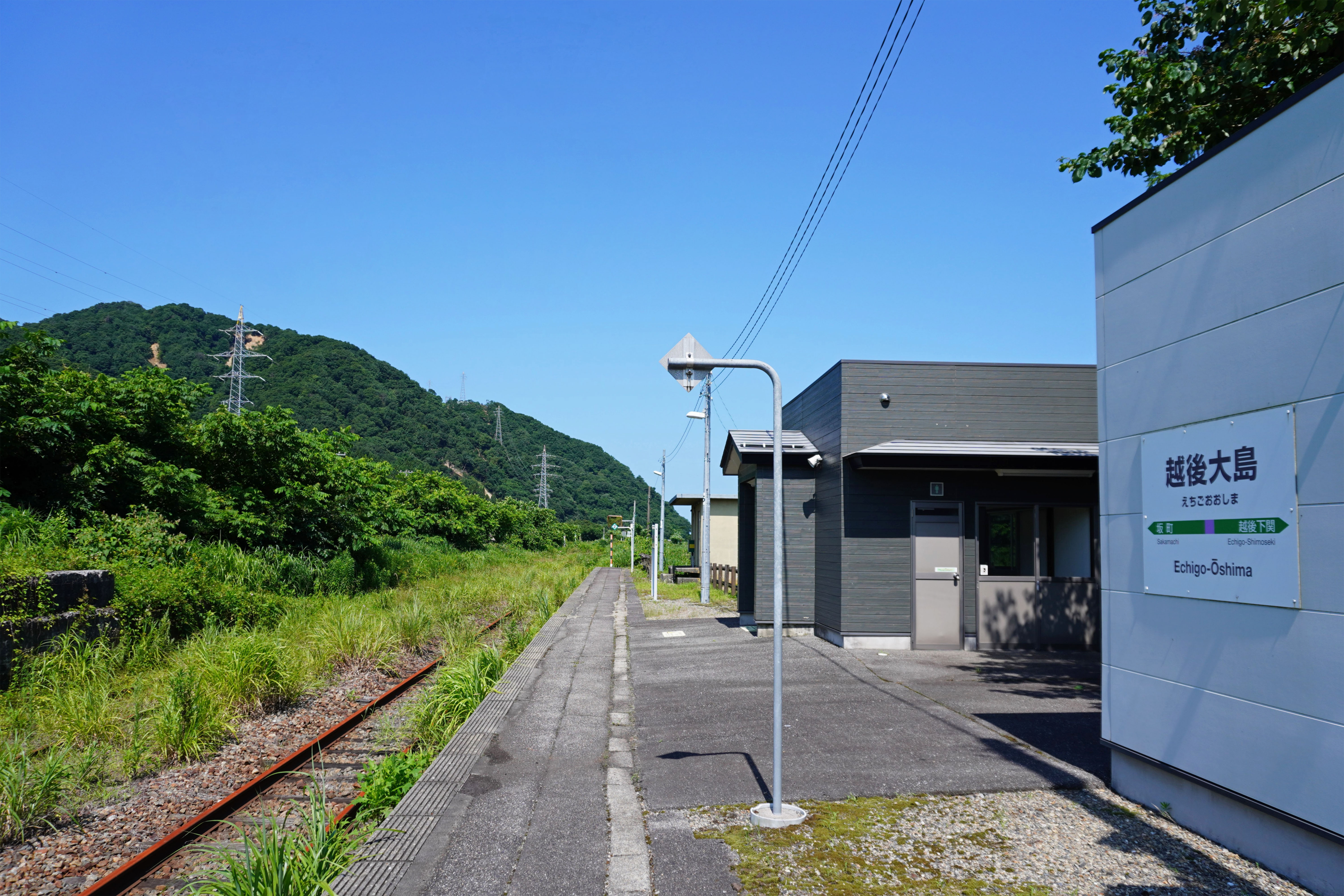
月台（2023年7月）

## 歷史
- 1931年（昭和6年）8月10日：米坂西線（後來為米坂線）坂町至越後下關之間開通，此站啟用。
- 1973年（昭和48年）12月1日：成為無人車站。
- 1987年（昭和62年）4月1日：伴隨國鐵分割民營化，車站由東日本旅客鐵道（JR東日本）營運。
- 2006年（平成18年）：車站大樓重建。

## 車站構造
本站是地面車站，設有1面1線的單式月台。此站是由小國站管理的無人車站。車站啟用當初的木造車站大樓已經被拆毀，在2006年新建了第二代車站大樓。

## 車站周邊
車站周邊為大島地區的村落。大島地區附近的道路為舊國道區間，因此道路比較狹隘。
- 國道290號（日语：国道290号）
- 國道113號（日语：国道113号）
- 越後大島站前郵局

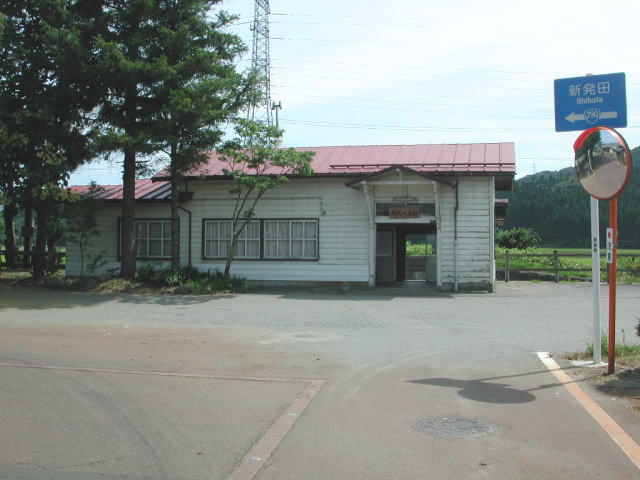
舊站房（2004年8月）

## 巴士路線

關川村區域巴士路線圖（高速巴士除外）。大部分路線於星期六、日及假期暫停服務。時間表可參見新潟交通觀光巴士：下關區 。

在車站前設有新潟交通觀光巴士的「大島站前」巴士站。截至2018年4月1日，設有以下路線行走。
- 下關 - 坂町線
- 下關 - 大島 - 幾地線

## 相鄰車站
東日本旅客鐵道（JR東日本）
■米坂線
□快速「紅花」、■普通
越後下關－越後大島－*花立－坂町
*刪除線代表車站已停用

## 注腳
1. ↑  . 新潟交通観光バス.   [2018-05-13]. （原始内容存档于2017-08-21） （日语）.

## 外部連結
- 車站資訊（越後大島）：東日本旅客鐵道（日語）